# Challand-Saint-Anselme

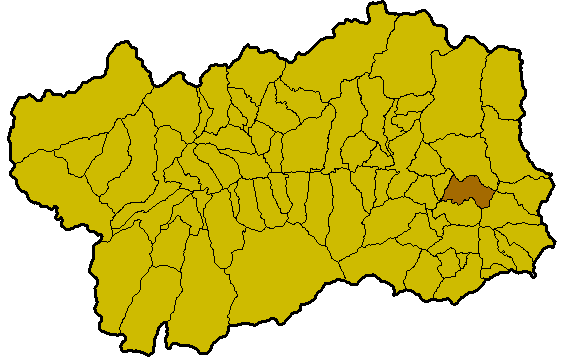
Ubicación del municipio de Challand-Saint-Anselme en el Valle de Aosta.

Challand-Saint-Anselme  es una localidad italiana de Valle de Aosta, con 733 habitantes.

## Evolución demográfica
| Gráfica de evolución demográfica de Challand-Saint-Anselme entre 1861 y 2001 |
|                                                                              |
| Fuente ISTAT - elaboración gráfica de Wikipedia                              |